# El 47
El 47 és un drama cinematogràfic basat en fets reals. El film el va dirigir Marcel Barrena, adaptant la història juntament amb el guionista italià Alberto Marini. Es va estrenar amb èxit el setembre de l'any 2024. Produïda per Mediapro, els actors protagonistes són, entre d'altres: Eduard Fernández, Clara Segura i Zoe Bonafonte. El metratge dura 110 minuts. La versió original és en català i castellà.

## Sinopsi
El film, situat a la Barcelona de l'any 1978, narra el fet real sobre el segrest d'un autobús de la línia 47 per part del seu conductor Manolo Vital, per tal d'aconseguir un mitjà de transport públic pels veïns del barri de Torre Baró.El 47 ens acosta a la vida dels habitants de Torre Baró, un barri del districte de Nous Barris a la rodalia dels antics municipis d’Horta i Sant Andreu de Palomar, avui integrats a Barcelona.

## Producció
El guió va ser escrit per Marcel Barrena i Alberto Marini. La pel·lícula és una producció de The Mediapro Studio. Va comptar amb la participació de Movistar Plus+, RTVE, 3Cat i Triodos Bank, el suport de l'ICEC i el finançament de l'ICO. Es va rodar entre juny i juliol de 2023. Entre les localitzacions de rodatge a la ciutat de Barcelona hi ha la Plaça de Catalunya, l'Ajuntament de Barcelona i el barri de Torre Baró.
Valeria Castro va ser la compositora de la cançó principal de la pel·lícula, «La vora del món».

## Repartiment
- Eduard Fernández com a Manolo Vital
- Clara Segura com a Carmen
- Zoe Bonafonte com a Joana
- Salva Reina com a Felipín
- Óscar de la Fuente com a Antonio
- Betsy Túrnez com a Aurora
- Aimar Vega com a Josep
- Vicente Romero com a Ortega
- Maria Morera com a Mar
- Borja Espinosa com a El Rubio
- Carlos Cuevas com a Pasqual Maragall
- David Verdaguer com a Serra
- Carme Sansa com a Senyora Vila
- Francesc Ferrer com a advocat

## Estrena
Distribuïda per A Contracorriente Films, la pel·lícula es va estrenar a l'Estat Espanyol el 6 de setembre de 2024 en 175 sales. Va recaptar més de 240.000 euros en el cap de setmana d'estrena, sent la setena pel·lícula amb més recaptació i la segona amb millor ràtio de recaptació per pantalla a la taquilla espanyola.
A finals de 2024 la pel·lícula havia recaptat 3.284.972 euros amb un total de 513.206 espectadors.

## Premis i nominacions
| Any  | Premi                 | Categoria                                     | Nominació                                     | Resultat  | Ref.   |
| ---- | --------------------- | --------------------------------------------- | --------------------------------------------- | --------- | ------ |
| 2024 | 30 Premis Forqué      | Millor Pel·lícula                             | Millor Pel·lícula                             | Guanyador | [ 18 ] |
| 2024 | 30 Premis Forqué      | Premi al Cinema i Educació en Valors          | Premi al Cinema i Educació en Valors          | Guanyador | [ 18 ] |
| 2025 | XVII Premis Gaudí     | Millor Pel·lícula                             | Millor Pel·lícula                             | Guanyador | [ 19 ] |
| 2025 | XVII Premis Gaudí     | Millor Direcció                               | Marcel Barrena                                | Nominat   | [ 19 ] |
| 2025 | XVII Premis Gaudí     | Millor guió original                          | Marcel Barrena, Alberto Marini                | Nominat   | [ 19 ] |
| 2025 | XVII Premis Gaudí     | Millor Protagonista Masculí                   | Eduard Fernández                              | Guanyador | [ 19 ] |
| 2025 | XVII Premis Gaudí     | Millor Actriu Secundària                      | Betsy Túrnez                                  | Nominat   | [ 19 ] |
| 2025 | XVII Premis Gaudí     | Millor Actriu Secundària                      | Clara Segura                                  | Guanyador | [ 19 ] |
| 2025 | XVII Premis Gaudí     | Millor Actor Secundari                        | Carlos Cuevas                                 | Nominat   | [ 19 ] |
| 2025 | XVII Premis Gaudí     | Millor Actor Secundari                        | David Verdaguer                               | Nominat   | [ 19 ] |
| 2025 | XVII Premis Gaudí     | Millor interpretació revelació                | Zoe Bonafonte                                 | Nominat   | [ 19 ] |
| 2025 | XVII Premis Gaudí     | Millor direcció de producció                  | Carlos Apolinario                             | Guanyador | [ 19 ] |
| 2025 | XVII Premis Gaudí     | Millor música original                        | Arnau Bataller                                | Nominat   | [ 19 ] |
| 2025 | XVII Premis Gaudí     | Millor fotografia                             | Isaac Vila                                    | Nominat   | [ 19 ] |
| 2025 | XVII Premis Gaudí     | Millor muntatge                               | Nacho Ruiz Capillas                           | Nominat   | [ 19 ] |
| 2025 | XVII Premis Gaudí     | Millor direcció artística                     | Marta Bazaco                                  | Nominat   | [ 19 ] |
| 2025 | XVII Premis Gaudí     | Millor vestuari                               | Olga Rodal, Irantzu Ortiz                     | Guanyador | [ 19 ] |
| 2025 | XVII Premis Gaudí     | Millor maquillatge i perruqueria              | Karol Tornaria                                | Guanyador | [ 19 ] |
| 2025 | XVII Premis Gaudí     | Millor So                                     | Eva Valiño, Fabiola Ordoyo, Yasmina Praderas  | Nominat   | [ 19 ] |
| 2025 | XVII Premis Gaudí     | Millors Efectes Visuals                       | Laura Canals, Iván López Hernández            | Guanyador | [ 19 ] |
| 2025 | XVII Premis Gaudí     | Premi Especial del Públic                     | Premi Especial del Públic                     | Guanyador |        |
| 2025 | XII Premis Feroz      | Millor guió                                   | Marcel Barrena, Beto Marini                   | Nominat   | [ 20 ] |
| 2025 | XII Premis Feroz      | Millor actriu de repartiment                  | Clara Segura                                  | Guanyador | [ 20 ] |
| 2025 | XII Premis Feroz      | Millor música original                        | Arnau Bataller                                | Nominat   | [ 20 ] |
| 2025 | IX Premis Carmen      | Millor Llargmetratge de Producció No Andalusa | Millor Llargmetratge de Producció No Andalusa | Pendent   | [ 21 ] |
| 2025 | Medalles del CEC 2024 | Millor Pel·lícula                             | Millor Pel·lícula                             | Nominat   | [ 22 ] |
| 2025 | Medalles del CEC 2024 | Millor Director                               | Marcel Barrena                                | Nominat   | [ 22 ] |
| 2025 | Medalles del CEC 2024 | Millor Original Screenplay                    | Alberto Marini, Marcel Barrena                | Nominat   | [ 22 ] |
| 2025 | Medalles del CEC 2024 | Millor Actor                                  | Eduard Fernández                              | Nominat   | [ 22 ] |
| 2025 | Medalles del CEC 2024 | Millor Actor Secundari                        | Salva Reina                                   | Nominat   | [ 22 ] |
| 2025 | Medalles del CEC 2024 | Millor Actriu Secundària                      | Clara Segura                                  | Nominat   | [ 22 ] |
| 2025 | Medalles del CEC 2024 | Millor New Actriu                             | Zoe Bonafonte                                 | Nominat   | [ 22 ] |
| 2025 | Medalles del CEC 2024 | Millor Cinematography                         | Isaac Vila                                    | Nominat   | [ 22 ] |
| 2025 | Medalles del CEC 2024 | Millor Editing                                | Nacho Ruiz Capillas                           | Nominat   | [ 22 ] |
| 2025 | Medalles del CEC 2024 | Millor Music                                  | Arnau Bataller                                | Nominat   | [ 22 ] |
| 2025 | XXXIX Premis Goya     | Millor Pel·lícula                             | Millor Pel·lícula                             | Guanyador | [ 23 ] |
| 2025 | XXXIX Premis Goya     | Millor Guió Original                          | Alberto Marini, Marcel Barrena                | Nominat   | [ 23 ] |
| 2025 | XXXIX Premis Goya     | Millor Actriu Secundària                      | Clara Segura                                  | Guanyador | [ 23 ] |
| 2025 | XXXIX Premis Goya     | Millor Actor Secundari                        | Salva Reina                                   | Guanyador | [ 23 ] |
| 2025 | XXXIX Premis Goya     | Millor actriu revelació                       | Zoe Bonafonte                                 | Nominat   | [ 23 ] |
| 2025 | XXXIX Premis Goya     | Millor fotografia                             | Isaac Vila                                    | Nominat   | [ 23 ] |
| 2025 | XXXIX Premis Goya     | Millor muntatge                               | Nacho Ruiz Capillas                           | Nominat   | [ 23 ] |
| 2025 | XXXIX Premis Goya     | Millor música original                        | Arnau Bataller                                | Nominat   | [ 23 ] |
| 2025 | XXXIX Premis Goya     | Millor direcció artística                     | Marta Bazaco                                  | Nominat   | [ 23 ] |
| 2025 | XXXIX Premis Goya     | Millor direcció de producció                  | Carlos Apolinario                             | Guanyador | [ 23 ] |
| 2025 | XXXIX Premis Goya     | Millor cançó original                         | "El borde del mundo" de Valeria Castro        | Nominat   | [ 23 ] |
| 2025 | XXXIX Premis Goya     | Millor disseny de vestuari                    | Irantzu Ortiz, Olga Rodal                     | Nominat   | [ 23 ] |
| 2025 | XXXIX Premis Goya     | Millor maquillatge i perruqueria              | Karol Tornaría                                | Nominat   | [ 23 ] |
| 2025 | XXXIX Premis Goya     | Millors efectes especials                     | Laura Canals, Iván López Hernández            | Guanyador | [ 23 ] |